# 72 Cutest Animals
72 animali tenerissimi è un documentario australiano prodotto dalla compagnia Showrunner Productions e distribuito da ABC.
La serie, nel corso di 12 puntate, esplora la natura degli animali più teneri e amorevoli del pianeta e mostra come il loro aspetto grazioso li aiuti a sopravvivere in varie situazioni e vicissitudini.

## Doppiaggio
| Personaggio      | Voce italiana      |
| ---------------- | ------------------ |
| Narratore        | Erik Martini       |
| Amber Canestrini | Paola Masciadri    |
| Brett McKechnie  | Alessandro Bianchi |
| Kym Illman       | Ivan Anoè          |
| Rachel Thomas    | Selena Bellussi    |
| Alan Harley      | Riccardo Ricobello |
| Sally Robinson   | Manuela Velini     |
| Bob Humphries    | Enrico Vaioli      |
| Cara Phillips    | Gianna Gesualdo    |
| Peter Strain     | Antonio Amoruso    |